# 동마쇼날랜드주

동마쇼날랜드 주의 위치

동마쇼날랜드주(Mashonaland East Province)는 짐바브웨 북동부에 위치한 주로, 주도는 마론데라이며 면적은 32,230km2, 인구는 1,100,000명(2002년 기준)이다. 북쪽으로는 모잠비크와 국경을 맞대고 있으며 8개 구(치콤바, 고로몬지, 마론데라, 무지, 무레흐와, 무토코, 세케, 웨자)를 관할한다.

## 같이 보기
- 짐바브웨의 행정 구역